# Форт-Пек (Монтана)
Форт-Пек (англ. Fort Peck) — місто (англ. town) в США, в окрузі Веллі штату Монтана. Населення — 239 осіб (2020).

## Географія
Форт-Пек розташований за координатами 48°0′26″ пн. ш. 106°27′19″ зх. д. / 48.00722° пн. ш. 106.45528° зх. д. (48.007093, -106.455273).  За даними Бюро перепису населення США в 2010 році місто мало площу 2,22 км², уся площа — суходіл.

## Демографія
Згідно з переписом 2010 року, у місті мешкали 233 особи в 99 домогосподарствах у складі 73 родин. Густота населення становила 105 осіб/км².  Було 110 помешкань (50/км²).
Расовий склад населення:
| - 93,6 % — білих - 3,0 % — корінних американців - 0,4 % — азіатів |

До двох чи більше рас належало 3,0 %. Частка іспаномовних становила 0,0 % від усіх жителів.
За віковим діапазоном населення розподілялося таким чином: 18,0 % — особи молодші 18 років, 63,5 % — особи у віці 18—64 років, 18,5 % — особи у віці 65 років та старші. Медіана віку мешканця становила 48,9 року. На 100 осіб жіночої статі у місті припадало 111,8 чоловіків;  на 100 жінок у віці від 18 років та старших — 114,6 чоловіків також старших 18 років.
Середній дохід на одне домашнє господарство  становив 74 474 долари США (медіана — 64 688), а середній дохід на одну сім'ю — 82 630 доларів (медіана — 73 333). Медіана доходів становила 73 906 доларів для чоловіків та 31 429 доларів для жінок. 
Цивільне працевлаштоване населення становило 98 осіб. Основні галузі зайнятості: публічна адміністрація — 28,6 %, освіта, охорона здоров'я та соціальна допомога — 14,3 %, роздрібна торгівля — 12,2 %, науковці, спеціалісти, менеджери — 11,2 %.